# Batis celluda de banda prima
La batis celluda de banda prima (Platysteira peltata) és un ocell de la família dels platistèirids (Platysteiridae).

## Hàbitat i distribució
Viu als clars del bosc ncloent el bosc de ribera, a les terres baixes, en Angola, sud, est i nord-est de la República Democràtica del Congo, sud de Uganda, Burundi i sud de Somàlia, oest, centre i sud-est de Kenya i Tanzània, cap al sud a Malawi, Zàmbia, nord i est de Zimbabwe i sud de Moçambic i l'est de Sud-àfrica, a l'est de Transvaal i Natal.